# Spoorlijn Düsseldorf-Reisholz - Düsseldorf-Derendorf
De spoorlijn Düsseldorf-Reisholz - Düsseldorf-Derendorf is een Duitse spoorlijn en is als spoorlijn 2411 onder beheer van DB Netze.

## Geschiedenis
Het traject werd door de Cöln-Mindener Eisenbahn-Gesellschaft geopend op 1 december 1863 als omleidingsroute voor goederentreinen om Düsseldorf Hauptbahnhof te vermijden. Ter hoogte van Düsseldorf-Derendorf vormde de lijn samen met spoorlijn Düsseldorf-Lierenfeld - Düsseldorf-Derendorf een dubbelsporige aansluiting. De spoorlijn Düsseldorf-Lierenfeld - Düsseldorf-Derendorf is nog steeds in gebruik, tussen Düsseldorf-Lierenfeld en Düsseldorf-Derendorf is de lijn Düsseldorf-Reisholz - Düsseldorf-Derendorf opgebroken.

## Treindiensten
De lijn is alleen in gebruik voor goederenvervoer.

## Aansluitingen
In de volgende plaatsen is of was er een aansluiting op de volgende spoorlijnen:
Düsseldorf-Reisholz
DB 2650, spoorlijn tussen Keulen en Hamm
DB 2670, spoorlijn tussen Keulen en Duisburg
Düsseldorf-Lierenfeld
DB 13, spoorlijn tussen Düsseldorf-Rath en Düsseldorf-Lierenfeld
DB 2410, spoorlijn tussen Düsseldorf-Lierenfeld en Düsseldorf-Derendorf
DB 2417, spoorlijn tussen de aansluiting Sturm en Düsseldorf-Lierenfeld
Düsseldorf-Derendorf
DB 2403, spoorlijn tussen Düsseldorf-Derendorf en aansluiting Dora
DB 2410, spoorlijn tussen Düsseldorf-Lierenfeld en Düsseldorf-Derendorf
DB 2416, spoorlijn tussen Düsseldorf Hauptbahnhof en Düsseldorf-Unterrath

## Elektrificatie
Het traject werd in 1962 geëlektrificeerd met een wisselspanning van 15.000 volt 16⅔ Hz.